# Lissonota vebena
Lissonota vebena là một loài tò vò trong họ Ichneumonidae.